# Митрошино (Псковская область)
Митрошино — деревня на юго-западе Бежаницкого района Псковской области. Входит в состав сельского поселения Кудеверская волость.
Расположена на Бежаницкой возвышенности, на восточном берегу озера Алё, в 11 км к северо-востоку от волостного центра Кудеверь и в 29 км к юго-западу от райцентра Бежаницы.
Численность населения деревни по состоянию на 2000 год составляла 24 жителя.